# دیانا کندی
دیانا کندی (انگلیسی: Diana Kennedy; ۳ مارس ۱۹۲۳ – ۲۴ ژوئیهٔ ۲۰۲۲) مؤلف کتاب‌های آشپزی اهل بریتانیا بود که بین سال‌های ۱۹۶۷ تا ۲۰۲۲ میلادی فعالیت می‌کرد. وی در طول دوران فعالیت حرفه‌ای خود برندهٔ جوایزی همچون نشان امپراتوری بریتانیا شد.